# Griffe jaune
Pour les articles homonymes, voir Griffe Jaune et Yellow Claw.
Griffe jaune est un super-vilain apparaissant dans les comic book américains publiés par Marvel Comics.
Créé par le scénariste Al Feldstein et le dessinateur Joe Maneely (en), le personnage apparaît pour la première fois dans Yellow Claw no 1 (octobre 1956) publié par Atlas Comics, le prédécesseur de Marvel dans les années 1950.

## Historique de publication
Bien que la publication éponyme eut une courte vie ne comportant que quatre numéros (octobre 1956 à avril 1957), elle présente le travail de scénaristes tel que Al Feldstein et de dessinateurs tels que Joe Maneely (en)), créateur du personnage, Jack Kirby et John Severin; elle introduit aussi des personnages qui seront intégrés plus tard dans la continuité de Marvel Comics.
Jack Kirby reprend la série en tant que scénariste-dessinateur à partir du no 2 – . Il ne réalise pas les couvertures, ce qui est très inhabituel pour lui. John Severin dessine celles de no 2 et 4, Bill Everett celle du no 3. 
L'influence de la série se fait sentir durant l'âge d'argent des comics book lorsque le scénariste-dessinateur Jim Steranko réintroduit Griffe Jaune dans la continuité Marvel Comics dans "Nick Fury, Agent of S.H.I.E.L.D." présenté dans Strange Tales no 160 (juillet 1967), sous la forme d'une version robot du personnage; Griffe Jaune réapparaissant plus tard. Jimmy Woo (en)) est réintroduit dans le même numéro, rejoignant éventuellement le SHIELD dans Nick Fury, Agent of S.H.I.E.L.D. no 2 (juillet 1968).

## Biographie du personnage
La série raconte les aventures de l'agent Chinois-Américain du FBI Jimmy Woo (en)) et de ses combats contre le "péril jaune" communiste mandarin, connu seulement comme la Griffe Jaune. Le personnage principal est un Fu Manchu manqué (effectivement, Sax Rohmer, auteur de Fu Manchu, a une nouvelle intitulée The Yellow Claw (en))) dont la grande-nièce, Suwan, s'est amourachée de Jimmy Woo.
Griffe Jaune est né il y a plus de 150 ans sur le continent chinois. Il est un génie en biochimie, un brillant scientifique et un inventeur dans divers domaine, en plus d'être un expert en mysticisme, en alchimie et dans les arts martiaux. Griffe Jaune a conçu des élixirs qui ont prolongé son espérance de vie, lui permettant de maintenir sa vitalité physique. Après ses apparitions dans Nick Fury, les dessinateurs l'ont dépeint avec une peau inhabituellement jaunâtre, résultat possible de sa prolongation chimique de sa vie.
Griffe Jaune, dévoué à réaliser la domination mondiale et à supplanter la civilisation occidentale, contrôle une organisation criminelle mondiale ainsi que du personnel de chercheurs scientifiques et d'ingénieurs.
En 1942, Griffe Jaune rencontre Lady Lotus (en) dans le quartier chinois de New York.
Dans les années 1950, aidé par son second, le nazi criminel de guerre Karl von Horstbaden, alias Fritz Voltzmann, Griffe Jaune fait un pacte avec les dirigeants communistes chinois, dont le général Sung, par lequel Griffe Jaune cherchera à conquérir l'Ouest pour la Chine. En fait, c'est une ruse et il tente de conquérir le monde pour lui-même. Toutefois, Griffe Jaune est continuellement déjoué par l'agent du FBI Jimmy Woo (en)) et trahi par son seul parent vivant, sa grande-nièce Suwan, qu'il ne peut se résoudre à tuer.
Éventuellement, Griffe Jaune quitte les États-Unis, plaçant l'indiscrète Suwan en animation suspendue. Après avoir rompu ses liens avec la république de Chine, Griffe Jaune fusionne l'esprit de Suwan avec l'ancien esprit conquérant égyptien de la princesse Fan-le-tamen. Après avoir été trahi par la vengeresse Suwan, Griffe Jaune transfère l'esprit de Fan-le-tamen à lui-même, causant l'effondrement en poussière de Suwan, lui permettant de s'échapper.
Griffe Jaune pris ensuite part à la guerre des super-vilains du Lama Noir (en), battant le super-heros Iron Man.
Griffe Jaune tente ensuite de détruire la ville de New York en utilisant un raz de marée.
Un plan pour être le père de fils nés de femmes génétiquement supérieures variées, puis de stériliser l'Humanité et de régner sur le monde, est déjouée par les Vengeurs.
Griffe Jaune tente encore de sans succès de détruire la ville de New York.
Griffe Jaune recrute ensuite madame Hydra (alias Vipère) comme sa nouvelle héritière.

### Robot Griffe Jaune
Quelque temps après les événements des années 1950, une entité semblant être Griffe Jaune envoie des troupes pour envahir l'Île de la Liberté (en anglais : Liberty Island) et y active un puissant dispositif, mais Nick Fury et Captain America déjouent ses plans. En fait, il s'agit d'un robot créé par le Docteur Fatalis dans un jeu élaboré, pouvant potentiellement détruire le monde, entre Fatalis et une autre de ses créations robotiques, le Prime Mover. Les "Suwan" et "Voltzmann" accompagnant ce Griffe Jaune sont aussi des imposteurs robots.
Dans une autre histoire parue dans Strange Tales, il n'est pas clair si Griffe Jaune est encore un robot,.

### Agents d'Atlas
Le personnage de Griffe Jaune apparaît dans la série de Marvel Agents of Atlas (2006–2007), soulignant que "Griffe Jaune" est une mauvaise traduction des caractères chinois et que la bonne traduction est "Griffe dorée". Il révèle que son véritable nom est Plan Chu, khan d'une dynastie mongole secrète, qui a choisi Jimmy Woo (en)) pour héritier. Tous ses plans pour conquérir le monde avaient pour but secondaire d'opposer à Jimmy Woo une menace asiatique à combattre afin d'établir sa crédibilité comme héros américain. Toutefois, le plan n'a pas réussi puisque Jimmy Woo fut simplement promu à un travail de bureau. Découragé, Griffe Jaune a créé la Fondation Atlas.
Après avoir révélé la vérité à Jimmy Woo – qui accepte le rôle de khan afin de convertir la Fondation Atlas et la dynastie mongole secrète en une force pour le bien – Plan Chu, comme tous les khans avant lui, se laisse dévorer par Mr. Lao, un puissant dragon immortel, afin qu'il n'y ait pas deux khans.(décembre 2012)

## Pouvoirs et capacités
Grâce à la manipulation de forces magiques, Griffe Jaune est capable de créer certains effets, incluant la réanimation des morts. Il peut aussi influencer psychologiquement les perceptions des autres, lui permettant de réaliser des illusions qui semblent vraiment réelles.
Grâce aux élixirs chimiques ingurgités, Griffe Jaune a allongé son espérance de vie qui dépend donc de l'efficacité continue de ces élixirs.
Griffe Jaune est un génie extraordinaire avec d'importantes connaissance dans diverses sciences, particulièrement en biochimie et en génétique. Il est aussi compétent en robotique, et a de considérables connaissances en magie noire traditionnelle.
Il est un maître des arts martiaux chinois et un expert dans le combat au corps à corps.
Griffe Jaune porte un gilet pare-balles et a accès, au besoin, à diverses armes. Il dispose de technologies spécialisées, incluant un paralyseur Id qui rend ses victimes esclaves de son contrôle télépathique et un casque amplificateur mental qui concentre les énergies psychiques de ses esclaves mentaux en une force destructrice. Il a aussi accès à de gigantesques et hideuses créatures mutantes de sa conception, créées par les biologistes à sa solde.

## Autres versions
Dans un univers alternatif, à la fin des années 1950, Griffe Jaune a recruté une équipe de serviteurs super-humains et enlève le président Dwight D. Eisenhower. Il affronte et est défait par les Vengeurs des années 1950.

## Réimpression deYellow Claw
Quelques-unes des histoires publiées dans la série Yellow Claw ont été republiées dans d'autres publications.
| publication d'origine dans | publication d'origine dans | publication d'origine dans | Épisode | Épisode                       | Republication dans                                   | Republication dans | Republication dans | Remarques |  |
| Titre                      | N°                         | Date                       | N°      | Titre                         | Titre                                                | N°                 | Date               | Remarques |  |
| -------------------------- | -------------------------- | -------------------------- | ------- | ----------------------------- | ---------------------------------------------------- | ------------------ | ------------------ | --- |  |
| Yellow Claw                | 1                          | octobre 1956               | 1       | The Coming of the Yellow Claw | Giant-Size Master of Kung Fu (en)                    | 1                  | septembre 1974     | Première apparition de Jimmy Woo, Suwan, Yellow Claw, général Mao Sung, général Chu                                                                     |  |
| Yellow Claw                | 1                          | octobre 1956               | 2       | The Yellow Claw Strikes       | Giant-Size Master of Kung Fu (en)                    | 2                  | décembre 1974      | Première apparition de Phil Kane, Fritz von Voltzmann (alias Karl von Horstbadden), Rocky Miller, Pierson (du service secret)                           |  |
| Yellow Claw                | 1                          | octobre 1956               | 3       | Trap for Jimmy Woo            | Giant-Size Master of Kung Fu (en)                    | 2                  | décembre 1974      | |  |
| Yellow Claw                | 2                          | décembre 1956              | 4       | The Trap                      | Marvel Premiere (en)                                 | 1                  | mai 1972           | Première apparition des mutants Gene Bitner, Craig Farnsworth et Simon Lestron Le personnage de Phil Kane est remplacé par Nick Fury dans la réédition. |  |
| Yellow Claw                | 2                          | décembre 1956              | 4       | The Trap                      | Giant-Size Master of Kung Fu (en)                    | 3                  | mars 1975          | Première apparition des mutants Gene Bitner, Craig Farnsworth et Simon Lestron Le personnage de Phil Kane est remplacé par Nick Fury dans la réédition. |  |
| Yellow Claw                | 2                          | décembre 1956              | 5       | Concentrate on Chaos          | Giant-Size Master of Kung Fu (en)                    | 3                  | mars 1975          | |  |
| Yellow Claw                | 2                          | décembre 1956              | 6       | The Mystery of Cabin 361      | Giant-Size Master of Kung Fu (en)                    | 4                  | juin 1975          | |  |
| Yellow Claw                | 2                          | décembre 1956              | 7       | Temujai the Golden Goliath    | Giant-Size Master of Kung Fu (en)                    | 4                  | juin 1975          | |  |
| Yellow Claw                | 3                          | février 1957               | 8       | The Microscopic Army          | The Golden Age of Marvel Comics (ISBN 0-7851-0564-6) | 1                  | 1997               | |  |
| Yellow Claw                | 3                          | février 1957               | 9       | UFO, the Lighting Man         | Marvel Visionaries: Jack Kirby (ISBN 0-7851-0564-6)  | 1                  | 1997               | Première apparition de UFO, the Lighting Man |  |
| Yellow Claw                | 4                          | février 1957               | 10      | The Living Shadows            | Marvel Visionaries: Jack Kirby (ISBN 0-7851-2094-7)  | 2                  | 2006               | Première apparition des Living Shadows |  |
| Yellow Claw                | 4                          | février 1957               | 11      | The Screemies                 | Marvel Visionaries: Jack Kirby (ISBN 0-7851-2094-7)  | 2                  | 2006               | Première apparition des Screamies |  |
| Yellow Claw                | 4                          | février 1957               | 12      | Five Million Sleepwalkers     | Marvel Visionaries: Jack Kirby (ISBN 0-7851-2094-7)  | 2                  | 2006               | Première apparition des Sleepy Eyes |  |
| Yellow Claw                | 4                          | février 1957               | 13      | The Locked Room               | Marvel Visionaries: Jack Kirby (ISBN 0-7851-2094-7)  | 2                  | 2006               | |  |
| Yellow Claw                | 4                          | février 1957               | 14      | The Thought Master            | Marvel Visionaries: Jack Kirby (ISBN 0-7851-2094-7)  | 2                  | 2006               | Première apparition de Thought Master |  |

Marvel Masterworks: Atlas Era Black Knight/Yellow Claw (2 septembre 2009, couverture rigide,  (ISBN 0-7851-3515-4)) reprend:
- Black Knight (Atlas Comics) nos  1 – 5 (mai 1955 – avril 1956)
- Yellow Claw (Atlas Comics) nos  1 – 4 (octobre 1956 – avril 1957)